# SMS Ulan (1906)
SMS Ulan – austro-węgierski niszczyciel z początku XX wieku i I wojny światowej. Druga jednostka typu Huszár. Okręt przetrwał wojnę i po jej zakończeniu został przekazany Grecji. We flocie greckiej służył pod nazwą „Smyrni” do 1932 lub 1928 roku, kiedy został wycofany.
Tuż po wybuchu I wojny światowej „Ulan” brał udział w sierpniu 1914 roku w blokadzie wybrzeża Czarnogóry. Dowódcą był początkowo kmdr ppor. Egon Panfilli. 16 sierpnia 1914 roku okręt patrolował tam z krążownikiem „Zenta” i został zaskoczony przez główne siły marynarki francuskiej wraz z okrętami brytyjskimi. Na rozkaz dowódcy „Zenty”, ostrzeliwany „Ulan” zdołał ujść do Kotoru („Zenta” została zatopiona).
W nocy na 2 marca 1915 roku „Ulan” brał udział w wypadzie na port Antivari (wraz z „Csikós”, „Streiter” i torpedowcami 57T, 66F i 67F), zakończonym ostrzelaniem i zaminowaniem portu oraz zniszczeniem królewskiego jachtu Czarnogóry „Rumija”.